# 몰타의 매

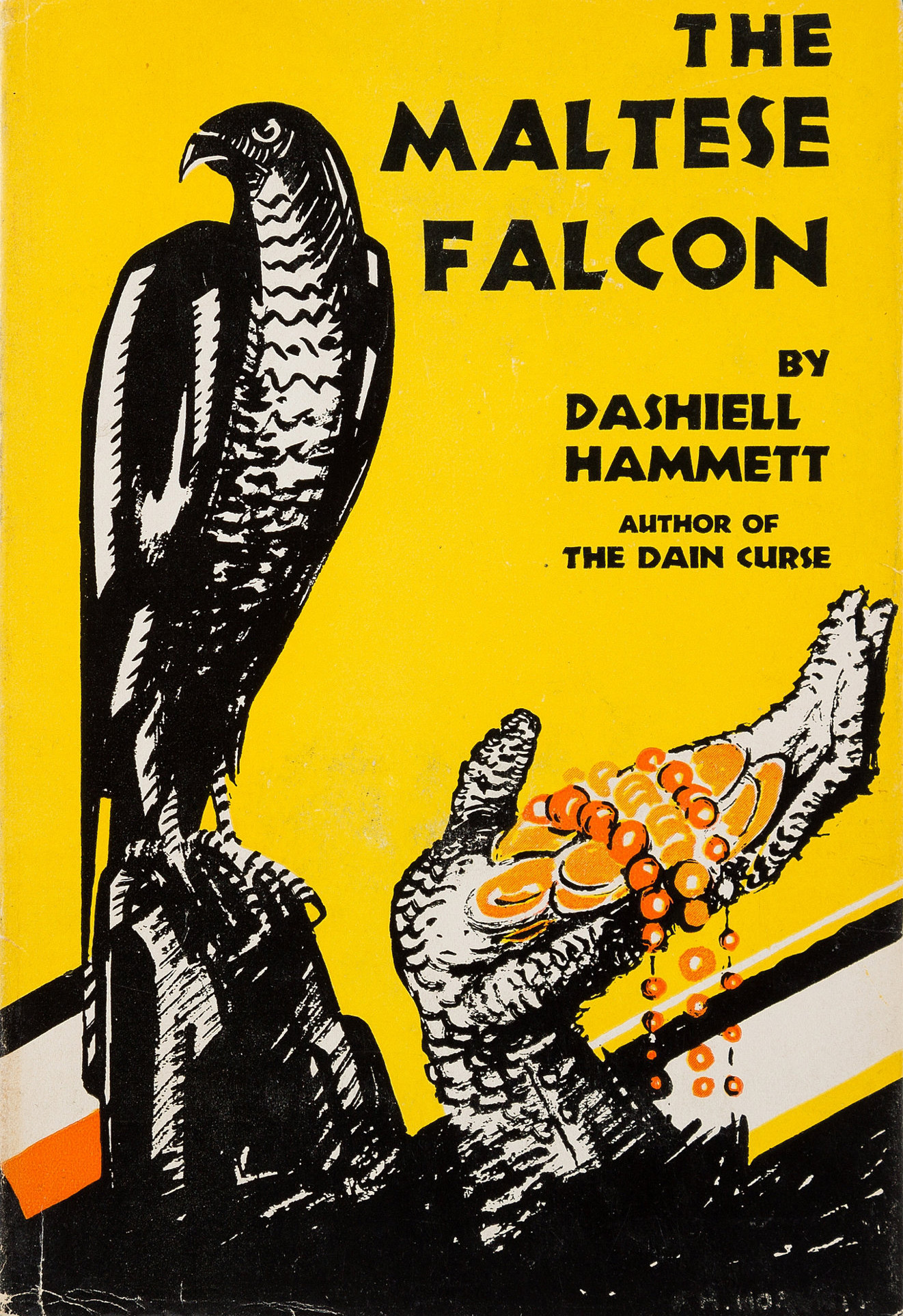

《몰타의 매(The Maltese Falcon)》는 대실 해미트의 장편소설로 1930년 2월 14일 크노프 출판사에서 출간되었다. 총 3번 영화화되었고, 그 중 험프리 보가트가 출연한 세 번째 영화는 영화사에서 걸작으로 평가되고 있다. 강인하고 남자다운 주인공 샘 스페이드가 몰타의 매라는 이름을 가진 새 조각상을 둘러싼 살인사건을 해결하는 내용으로, 탐정 소설을 문학의 경지로 끌어올렸다는 평가를 받고 있다. 감정이나 사고와 같은 내면 묘사를 극도로 절제하고 오로지 외적인 행동만을 간결한 문장으로 묘사하여 특유의 비정하고 냉혹한 분위기를 잘 살려내고 있다.
출간된 당시 대공황이었음에도 불구하고 엄청난 상업적 성공을 거두었다. 로스 맥도널드, 레이먼드 챈들러의 걸작들과 함께 하드 보일드 붐을 일으키는데 일조한 작품으로, 후에 수많은 누아르 영화들과 소설의 시초로 평가받는다.